# Narses de Andegã
Narses de Andegã (em persa médio: nrshy  ZY ‘wndykn; romaniz.: Narseh ī Andēgān; em parta: nryshw ‘ndykn; romaniz.: Narseh Andēgān; em grego clássico: Ναρσαίου Ανδηγαν; romaniz.: Narsaíou Andegan) foi nobre persa do século III, membro da casa de Andegã, ativo no reinado do xá Sapor I (r. 240–270). É conhecido apenas a partir da inscrição Feitos do Divino Sapor. Aparece na lista de dignitários da corte e está classificado na décima quinta posição dentre os 67 dignitários. Segundo a inscrição, mantinha o título de "senhor" (xwadāy em persa e parta; κυρίου em grego) de Andegã e ele deve ser entendido no sentido de "governante" de um país independentemente administrado por ele.